# Strigilla pseudocarnaria
Strigilla pseudocarnaria is een tweekleppigensoort uit de familie van de Tellinidae. De wetenschappelijke naam van de soort is voor het eerst geldig gepubliceerd in 1969 door Boss.
Rechter en linker klep van hetzelfde exemplaar:

Rechter klep
Linker klep